# 185년

## 연호
- 후한(後漢) 중평(中平) 2년

## 기년
- 후한(後漢) 영제(靈帝) 18년
- 신라(新羅) 벌휴 이사금(伐休泥師今) 2년
- 고구려(高句麗) 고국천왕(故國川王) 7년
- 백제(百濟) 초고왕(肖古王) 20년

## 사건
- 음력 1월, 신라, 벌휴 이사금, 시조묘에 친히 제사를 지내고, 크게 사면하였다.
- 음력 2월, 신라, 구도(仇道)에게 파진찬(波珍飡)의 벼슬을, 구수혜(仇須兮)에게 일길찬(一吉飡)의 벼슬을 내리고, 좌우(左右)의 군주(軍主)로 삼아, 소문국(召文國)을 쳤다.
- 음력 7월, 후한, 삼보(三輔)에 멸구떼가 나타났다. 좌거기장군(左車騎將軍) 황보숭(皇甫嵩)을 면직하였다.
- 음력 8월, 후한, 사공(司空) 장온(張溫)을 거기장군으로 삼아, 북궁백옥(北宮伯玉)을 토벌하였다.

## 참고 문헌
- 범엽(5세기), 《후한서》 〈제8권〉
- 김부식 (1145), 《삼국사기》 〈권2〉 벌휴 이사금 조(條)